# Louis Delachenal
Pour les articles homonymes, voir Delachenal.
Louis Delachenal, né le 22 janvier 1897 à Ferney-Voltaire (Ain) et mort le 12 janvier 1966 à Saint-Méen-le-Grand (Ille-et-Vilaine), est un céramiste français.

## Biographie
Louis Delachenal est engagé dans l'armée française entre 1916 et 1919. Il entre ensuite dans l'atelier de Paul Bonifas à Ferney-Voltaire en 1922, où il apprend le tournage et l'émaillage. Il entre en 1924 à la manufacture nationale de Sèvres comme tourneur. Gravissant les échelons, il y dirige l'atelier de faïence à partir de 1932. Louis Delachenal part en 1942 ouvrir une usine de grès à Saint-Méen-le-Grand sur le conseil de son ami Mathurin Méheut. Il en restera propriétaire jusqu'en 1960. Face à la pénurie d'objets usuels sous l'Occupation, l'activité de son atelier s'oriente principalement vers la production d'objets culinaires. Parallèlement, il poursuit ses recherches artistiques et continue à collaborer jusqu'en 1945 avec la Manufacture de Sèvres. Il met également au point un émail céladon au fer applicable sur porcelaine et dépose un brevet d'invention du verre thermoformé.
Souffrant, il cesse progressivement de travailler à partir de la seconde moitié des années 1950.

## Exposition
Le musée de Bretagne, à Rennes, possède de nombreuses œuvres de Delachenal. Il a consacré une exposition à Louis Delachenal et à son travail en 2004.